# 65685 Behring
65685 Behring este un asteroid din centura principală de asteroizi.

## Descriere
65685 Behring este un asteroid din centura principală de asteroizi. A fost descoperit pe 10 octombrie 1990 la Tautenburg de Freimut Börngen și Lutz Dieter Schmadel. Asteroidul prezintă o orbită caracterizată de o semiaxă mare de 2,72 ua, o excentricitate de 0,11 și o înclinație de 4,0° în raport cu ecliptica.